# Dolichopus
Hygroceleuthus
Genre
Synonymes
- Eudolichopus Frey, 1915
- Hydroceleuthus Aldrich, 1921
- Hygroceleuthus Loew, 1857
- Iphis Meigen, 1800
- Leucodolichopus Frey, 1915
- Macrodolichopus Stackelberg, 1933
- Melanodolichopus Frey, 1915
- Ragheneura Rondani, 1856
- Satyra Meigen, 1803
- Spathichira Bigot, 1888
- Spatichira Bigot, 1888

Dolichopus est un genre d'insectes diptères de la famille des Dolichopodidae.

## Classification
Le genre Dolichopus est créé en 1796 par l'entomologiste français Pierre-André Latreille (1762-1833),.

### Période
Selon Paleobiology Database en 2023, ce genre Dolichopus a huit collections pour onze occurrences de fossiles, quatre collections de l'Oligocène, une en France et trois en Allemagne, ainsi que quatre collections de l'Éocène, une au Canada en Colombie britannique, deux en Russie et une aux États-Unis au Wyoming. La période est donc de l'Éocène soit de 50,3 Ma à aujourd'hui.

### Synonymes
Le genre Hygroceleuthus a été créé en 1857 par Loew. Il est déclaré synonyme en 2004 par Pollet et al..

### Sous-famille
Il est classé dans la sous-famille des Dolichopodinae à la création de celle-ci par Pierre-André Latreille en 1809. Celle-ci est confirmée en 2004 Pollet et al..

### Étymologie
Le nom du genre, Dolichopus, du grec ancien δολιχός, dolikhos, « long », et  ποὺς, poús, « pied », fait référence à la longueur des pattes de ces espèces.

## Présentation
Dolichopus est un grand genre cosmopolite de mouches de la famille des Dolichopodidae. Les adultes sont de petites mouches, généralement de moins de 8 mm de longueur. Presque toutes les espèces sont bleu verdâtre métallique à bronze verdâtre. C'est le plus grand genre de Dolichopodidae avec plus de 600 espèces dans le monde.

## Espèces fossiles
Selon Paleobiology Database en 2023, huit espèces fossiles sont référencées dans ce genre :
- †Dolichopus georgi Meuffels & Grootaert, 1999
- †Dolichopus incertus Théobald, 1937
- †Dolichopus miluus Förster, 1891
- †Dolichopus morbosus Meunier, 1907
- †Dolichopus scitus Statz, 1940
- †Dolichopus smicrus Meuffels & Grootaert, 1999
- †Dolichopus spinosus Statz, 1940
- †Dolichopus titanus Meunier], 1907[2]

## Galerie

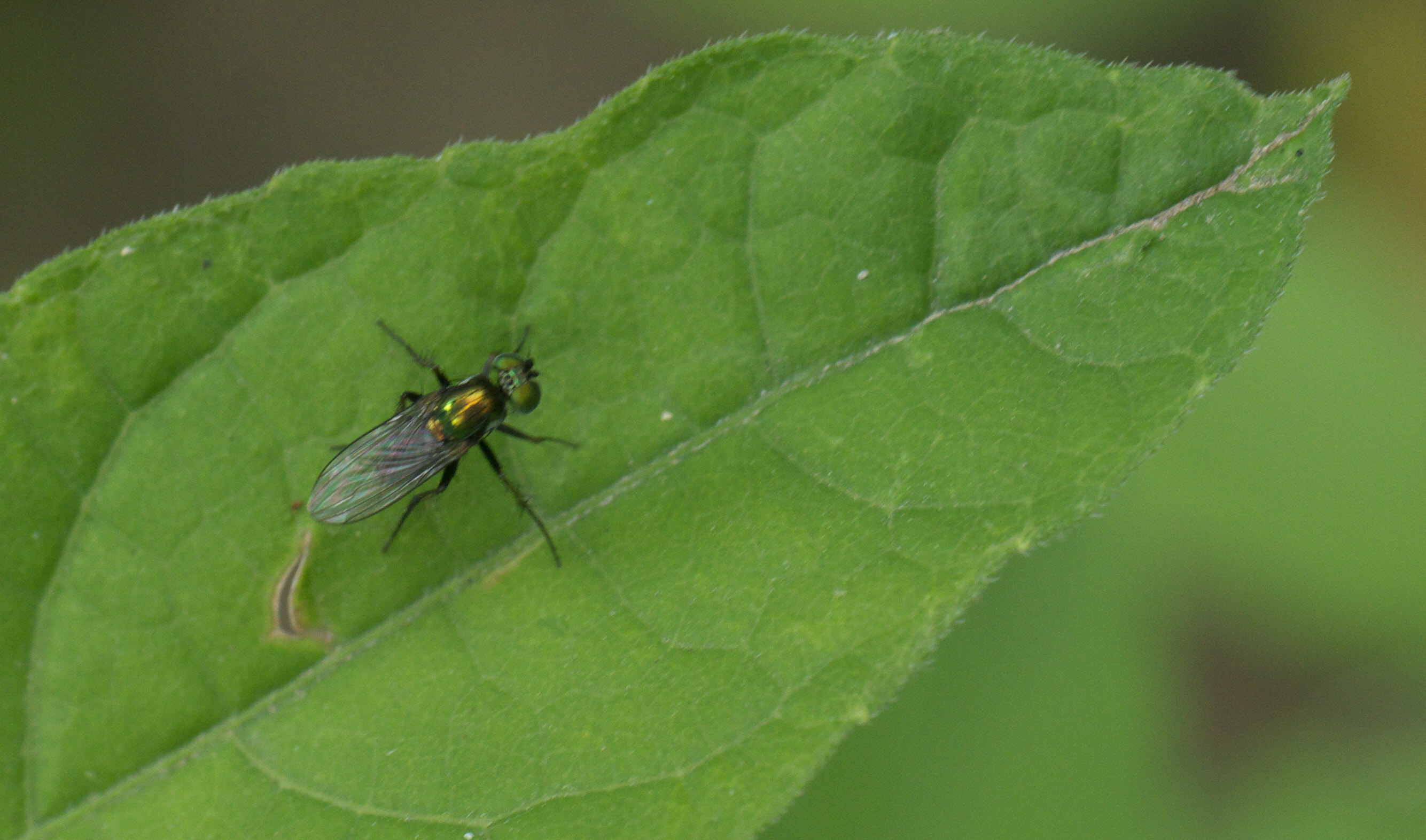
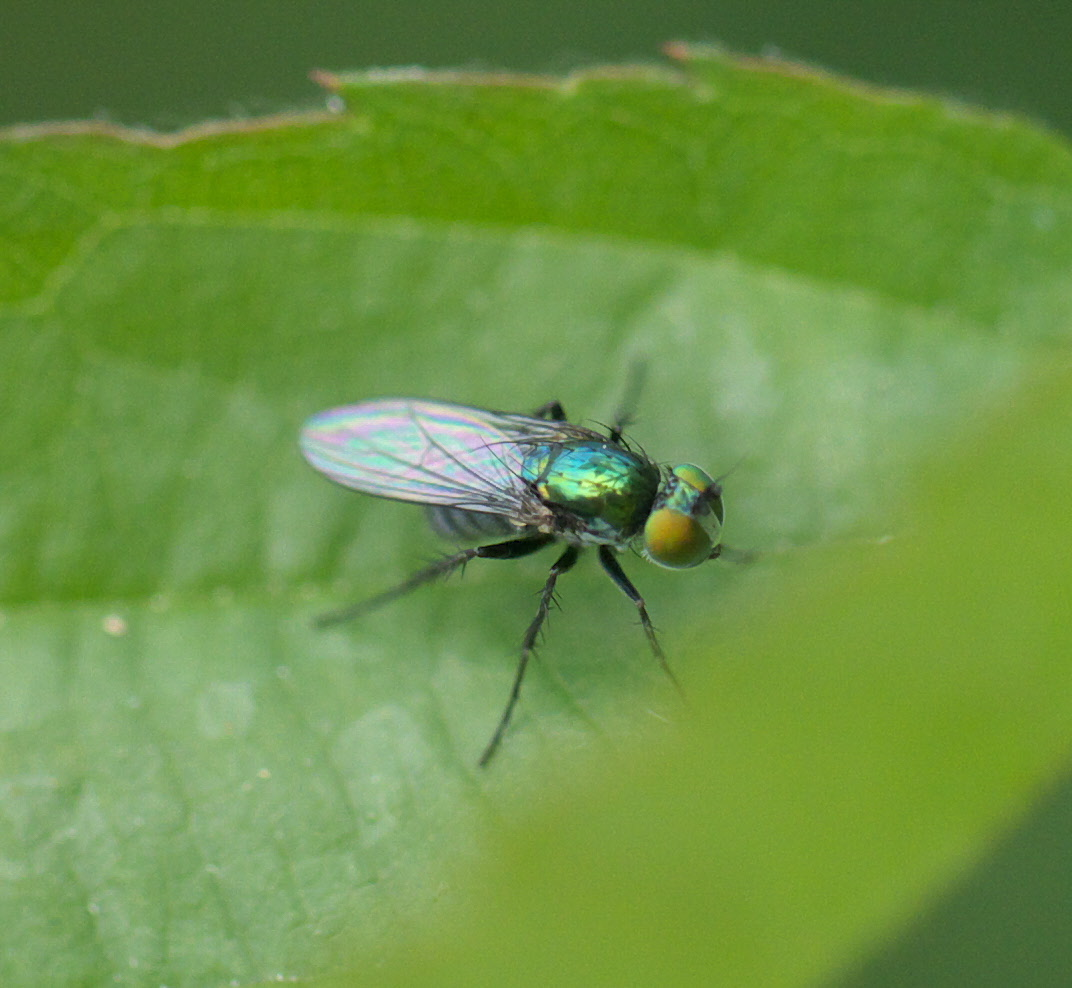

- Dolichopus sp. femelle avec proie (vidéo, 1m 23s).

### Publication originale
- Latreille, P. A., Précis des caractères génériques des insectes, disposés dans un ordre naturel. (œuvre créative), Inconnu, Paris, 30 janvier 1797, [lire en ligne].